# Odakyu Enoshima-lijn
De Odakyu Enoshima-lijn (小田急江ノ島線, Odakyū Enoshima-sen) is een spoorlijn tussen de steden Sagamihara en Fujisawa in Japan. De lijn maakt deel uit van het netwerk van het particuliere spoorbedrijf Odakyu in de regio Groot-Tokio.

## Geschiedenis
De Odawara Express Railway Co. opende in 1928 het gedeelte van Sagami-Ōno van Fujisawa en werd later dat jaar verlengdt naar Katase-Enoshima en in 1929 werd de lijn verdubbeld, in 1943 met de komst van de Tweede Wereldoorlog werd de lijn weer enkelsporig om de rails te recyclen. In 1948/49 werd de lijn weer verdubbeld.
In 1942 fuseerde het bedrijf met Tokyu. In 1948 werd Tokyu weer opgebroken en werd de lijn onderdeel van de nieuwe opgerichte spoorwegmaatschappij Odakyu Electric Railway Co..
Tussen 1944 en 1966 vond er ook goederen vervoer plaats op de lijn.

## Treindiensten
- Kyūkō (急行, intercity) ook wel bekend als Romance Car
- Kaisoku Kyūkō (快速急行, intercity) de meeste treinen rijden naar Fujisawa op Enoshima-lijn.
- Kyūkō (急 行, intercity)
- Kakueki-teisha (各駅停車, stoptrein) stopt op elk station.

## Stations
| Station             | Japans     | Verbindingen                                                 | Wijk      | Stad       | Prefectuur |
| ------------------- | ---------- | ------------------------------------------------------------ | --------- | ---------- | ---------- |
| Sagami-Ōno          | 相模大野   | Odakyu: Odawara-lijn                                         | Minami-ku | Sagamihara | Kanagawa   |
| Higashi-Rinkan      | 東林間     |                                                              | Yamato    | Yamato     | Kanagawa   |
| Chūō-Rinkan         | 中央林間   | Tokyu: Den’entoshi-lijn                                      | Yamato    | Yamato     | Kanagawa   |
| Minami-Rinkan       | 南林間     |                                                              | Yamato    | Yamato     | Kanagawa   |
| Tsuruma             | 鶴間       |                                                              | Yamato    | Yamato     | Kanagawa   |
| Yamato              | 大和       | Sotetsu: Sotetsu-lijn                                        | Yamato    | Yamato     | Kanagawa   |
| Sakuragaoka         | 桜ヶ丘     |                                                              | Yamato    | Yamato     | Kanagawa   |
| Kōza-Shibuya        | 高座渋谷   |                                                              | Yamato    | Yamato     | Kanagawa   |
| Chōgo               | 長後       |                                                              | Fujisawa  | Fujisawa   | Kanagawa   |
| Shōnandai           | 湘南台     | Sotetsu: Izumino-lijn Metro van Yokohama: Blauwe lijn        | Fujisawa  | Fujisawa   | Kanagawa   |
| Mutsuai-Nichidaimae | 六会日大前 |                                                              | Fujisawa  | Fujisawa   | Kanagawa   |
| Zengyō              | 善行       |                                                              | Fujisawa  | Fujisawa   | Kanagawa   |
| Fujisawa-Hommachi   | 藤沢本町   |                                                              | Fujisawa  | Fujisawa   | Kanagawa   |
| Fujisawa            | 藤沢       | JR East: Tokaido-lijn Enoshima Electric Railway: Enoden-lijn | Fujisawa  | Fujisawa   | Kanagawa   |
| Hon-Kugenuma        | 本鵠沼     |                                                              | Fujisawa  | Fujisawa   | Kanagawa   |
| Kugenuma-Kaigan     | 鵠沼海岸   |                                                              | Fujisawa  | Fujisawa   | Kanagawa   |
| Katase-Enoshima     | 片瀬江ノ島 | Enoshima Electric Railway: Enoden-lijn Shonan Monorail       | Fujisawa  | Fujisawa   | Kanagawa   |